# 몽고궁

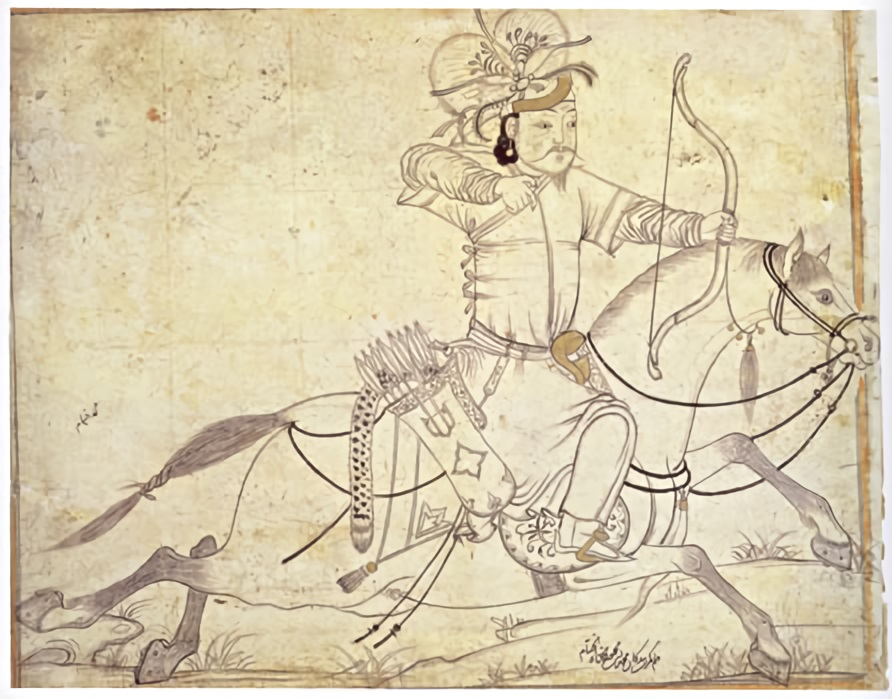
몽고의 궁기병.

몽고궁(蒙古弓)은 중근세 몽골 지역에서 사용된 반곡 합성궁이다.
몽골의 궁술 전통은 매우 유구하나, 청나라에게 정복당한 뒤 몽골 땅에선 궁술이 금지되었다. 만주인 군인들이 게르들을 뒤져 활을 찾아내는 대로 부러뜨렸고, 이후 2백년 동안의 궁술 금지로 인해 고대의 궁시 제작법과 궁술이 소실되었다. 현대의 몽고궁은 중국-만주의 전통에 따른 것으로 칭기즈 칸이 사용했던 진짜 몽고궁에 비해 크기가 크고 시위발이 있다.

## 같이 보기
- 합성궁
- 궁기병